# Рафал Якуб Ярославский
Рафал Якуб Ярославский (пол. Rafał Jakub Jarosławski, Rafał z Jarosławi; 1436/1440 — 22 декабря 1493) — польский магнат, военачальник, дипломат и государственный деятель. Основатель Ярославского майората. Представитель шляхетско-магнатского рода Ярославских герба Лелива — боковой ветви рода Тарновских.

## Биография
Родился, очевидно, между 1436 и 1440 годами. Сын Рафала из Тарнова и Ярослава и его жены, Анны из Шамотульских, дочери каштеляна познанского Доброгоста. Старший брат — Спитек III Ярославский.
Вероятно, был участником конфедерации против Одровонжев в декабре 1464 года. Участвовал в военных походах. Под Теребовлей 1469 года разбил отряды волжских татар вместе с Павлом Ясенским. В 1475 году одолжил королю 600 гривен, обеспеченных на Городке. Во 2-й половине 1477 года стал маршалком коронным.
Участвовал в разгроме 1487 года татар под Копыстырином. Во время польско-чешской войны против короля Венгрии Матвея Корвина участвовал в 1475 году в неудачной осаде Вроцлава. Ездил с дипломатическими миссиями в Германию и Венгрию. В 1485 году был в Коломыи во время принесения присяги на верноть Польше молдавского господаря Стефана ІІІ, но в молдавском походе не участвовал. В октябре 1489 года вместе с королевичем Яном Ольбрахтом отправился под Черный Остров. Почти непосредственно после участия в военных походах 1487 и 1489 годах получил в «доживоте» город Куликов с близлежащими деревнями.
Во время раздела наследства семьи получил город Пшеворск. Вместе с братом Спитком ІІІ заложил в 1470 году наследственную ординацию из городов Русского воеводства Ярослава и Пшеворска, 29 поселков, которая была в Короне первым майоратом, который мог наследовать только старший сын или родственник без права раздела имущества среди остальных родственников. Для Пшеворска в 1473 году подтвердил локационную привилегию прадеда.
В 1480 году выкупил у рода Тарло Подгайчики, имел в пожизненном владении Городок.
Занимал следующие должности: староста львовский (30 августа 1465 — 16 сентября 1478 г.; передал брату Спитеку), подкоморий пшемысльский (1473— 24 октября 1477), маршалок Королевства Польши (1466), каштелян сандомирский (1485), староста сандомирская (до 18 апреля 1480).
Умер 22 декабря 1493 года. Был похоронен в костеле в Пшеворске, который выстроили около 1473 года.

## Семья
Незадолго до 26 июня 1471 года женился на Эльжбете (Елизавете) из Коморова. В браке родились трое детей:
- Барбара[3], около 1480 года[5] вышла за Якуба из Щекоцина и Дембна
- Рафал (1474/1477 — 1507/1508) — каштелян пшемысльский
- Анна (? — после 1531 года), вышла за старосту гродецкого Станислава Пилецкого (+ 1527)[3].